# Staatspokal von Maranhão
Der Staatspokal von Maranhão (offiziell: Copa Federação Maranhense de Futebol), oder auch bekannt unter Copa FMF, ist der Fußballverbandspokal des Bundesstaates Maranhão in Brasilien. Er wird seit 1967 mit Unterbrechungen und unter verschiedenen Bezeichnungen vom Landesverband der Federação Maranhense de Futebol (FMF) ausgerichtet.
Der Meistertitel ist mit der Berechtigung zur Teilnahme an der Série D sowie dem Copa do Brasil im Folgejahr verbunden.
Das Turnier findet in der zweiten Jahreshälfte statt. Teilnehmer sind Klubs, deren Mannschaften in keiner Liga der brasilianischen Fußballmeisterschaften (Série A bis D) antreten.

## Pokalhistorie
| Taça Cidade de São Luís (1969 – 2009) | Taça Cidade de São Luís (1969 – 2009) | Taça Cidade de São Luís (1969 – 2009) | Taça Cidade de São Luís (1969 – 2009) |
| Saison                                | Pokalsieger                           | Ergebnis                              | Finalist                              |
| ------------------------------------- | ------------------------------------- | ------------------------------------- | ------------------------------------- |
| 1967                                  | Maranhão AC                           |                                       |                                       |
| 1968                                  | Maranhão AC                           |                                       |                                       |
| 1969                                  | Maranhão AC                           |                                       |                                       |
| 1970                                  | Maranhão AC                           |                                       |                                       |
| 1971                                  | Maranhão AC                           |                                       |                                       |
| 1972                                  | Moto Club de São Luís                 |                                       |                                       |
| 1973                                  | Sampaio Corrêa FC                     |                                       |                                       |
| 1974                                  | Ferroviário EC (MA)                   |                                       |                                       |
| 1975                                  | Maranhão AC                           |                                       |                                       |
| 1976                                  | Sampaio Corrêa FC                     |                                       |                                       |
| 1977                                  | nicht ausgetragen                     |                                       |                                       |
| 1978                                  | Moto Club de São Luís                 |                                       |                                       |
| 1979                                  | Maranhão AC                           |                                       |                                       |
| 1980                                  | Maranhão AC                           |                                       |                                       |
| 1981                                  | Moto Club de São Luís                 |                                       |                                       |
| 1982                                  | Moto Club de São Luís                 |                                       |                                       |
| 1983                                  | Sampaio Corrêa FC                     |                                       |                                       |
| 1984                                  | Sampaio Corrêa FC                     |                                       |                                       |
| 1985                                  | Moto Club de São Luís                 |                                       |                                       |
| 1986                                  | nicht ausgetragen                     |                                       |                                       |
| 1987                                  | Moto Club de São Luís                 |                                       |                                       |
| 1987                                  | Maranhão AC                           |                                       |                                       |
| 1988                                  | Sociedade Imperatriz de Desportos     |                                       |                                       |
| 1989                                  | Maranhão AC                           |                                       |                                       |
| 1990                                  | Sampaio Corrêa FC                     |                                       |                                       |
| 1991                                  | Bacabal EC                            |                                       | Moto Club de São Luís                 |
| 1992                                  | nicht ausgetragen                     |                                       |                                       |
| 1993                                  | Moto Club de São Luís                 |                                       | Sampaio Corrêa FC                     |
| 1994 – 2001                           | nicht ausgetragen                     |                                       |                                       |
| 2002                                  | Sampaio Corrêa FC                     |                                       |                                       |
| 2003                                  | Moto Club de São Luís                 |                                       | SE Santa Inês                         |
| 2004                                  | Moto Club de São Luís                 |                                       | Maranhão AC                           |
| 2005                                  | nicht ausgetragen                     |                                       |                                       |
| 2006                                  | Maranhão AC                           |                                       | Sociedade Imperatriz de Desportos     |
| 2007                                  | Sampaio Corrêa FC                     |                                       | Sociedade Imperatriz de Desportos     |
| 2008                                  | Bacabal EC                            |                                       | Sampaio Corrêa FC                     |
| 2009                                  | Sampaio Corrêa FC                     |                                       | IAPE FC                               |
| Copa União do Maranhão (2010 – 2012)  |                                       |                                       |                                       |
| Saison                                | Pokalsieger                           | Ergebnis                              | Finalist                              |
| 2010                                  | IAPE FC                               |                                       | JV Lideral FC                         |
| 2011                                  | Sampaio Corrêa FC                     |                                       | Santa Quitéria FC                     |
| 2012                                  | Sampaio Corrêa FC                     |                                       | Maranhão AC                           |
| Copa São Luís (2013 – 2017)           |                                       |                                       |                                       |
| Saison                                | Pokalsieger                           | Ergebnis                              | Finalist                              |
| 2013                                  | Sampaio Corrêa FC                     | 0:1 2:1                               | Maranhão AC                           |
| 2014 – 2017                           | nicht ausgetragen                     |                                       |                                       |
| Copa FMF (seit 2018)                  |                                       |                                       |                                       |
| Saison                                | Pokalsieger                           | Ergebnis                              | Finalist                              |
| 2018                                  | Maranhão AC                           | 1:0 1:1                               | Pinheiro AC                           |
| 2019                                  | SE Juventude                          | 1:0 2:1                               | Maranhão AC                           |
| 2020                                  | abgesagt *                            |                                       |                                       |
| 2021                                  | Tuntum EC                             | 1:0 1:1                               | SE Juventude                          |
| 2022                                  | Tuntum EC                             | 1:0 1:2 (11:10 i. E.)                 | Maranhão AC                           |
| 2023                                  | abgesagt                              |                                       |                                       |

### Statistik
| Klub                              | Sieger                                                                      | Zweiter                          |
| --------------------------------- | --------------------------------------------------------------------------- | -------------------------------- |
| Maranhão AC                       | 12 (1967, 1968, 1969, 1970, 1971, 1975, 1979, 1980, 1987, 1989, 2006, 2018) | 5 (2004, 2012, 2013, 2019, 2022) |
| Sampaio Corrêa FC                 | 11 (1973, 1976, 1983, 1984, 1990, 2002, 2007, 2009, 2011, 2012, 2013)       | 2 (1993, 2008)                   |
| Moto Club de São Luís             | 8 (1972, 1978, 1981 1982, 1985, 1993, 2003, 2004)                           | 1 (1991)                         |
| Bacabal EC                        | 2 (1991, 2008)                                                              |                                  |
| Tuntum EC                         | 2 (2021, 2022)                                                              |                                  |
| Sociedade Imperatriz de Desportos | 1 (1988)                                                                    | 2 (2006, 2007)                   |
| IAPE FC                           | 1 (2010)                                                                    | 1 (2009)                         |
| SE Juventude                      | 1 (2019)                                                                    | 1 (2021)                         |
| Ferroviário EC (MA)               | 1 (1974)                                                                    |                                  |